# Koválovice-Osíčany
Koválovice-Osíčany là một làng thuộc huyện Prostějov, vùng Olomoucký, Cộng hòa Séc.